# Prunus mahaleb
Prunus mahaleb là loài thực vật có hoa trong họ Hoa hồng. Loài này được (L.) Mill. mô tả khoa học đầu tiên năm 1768.

## Hình ảnh

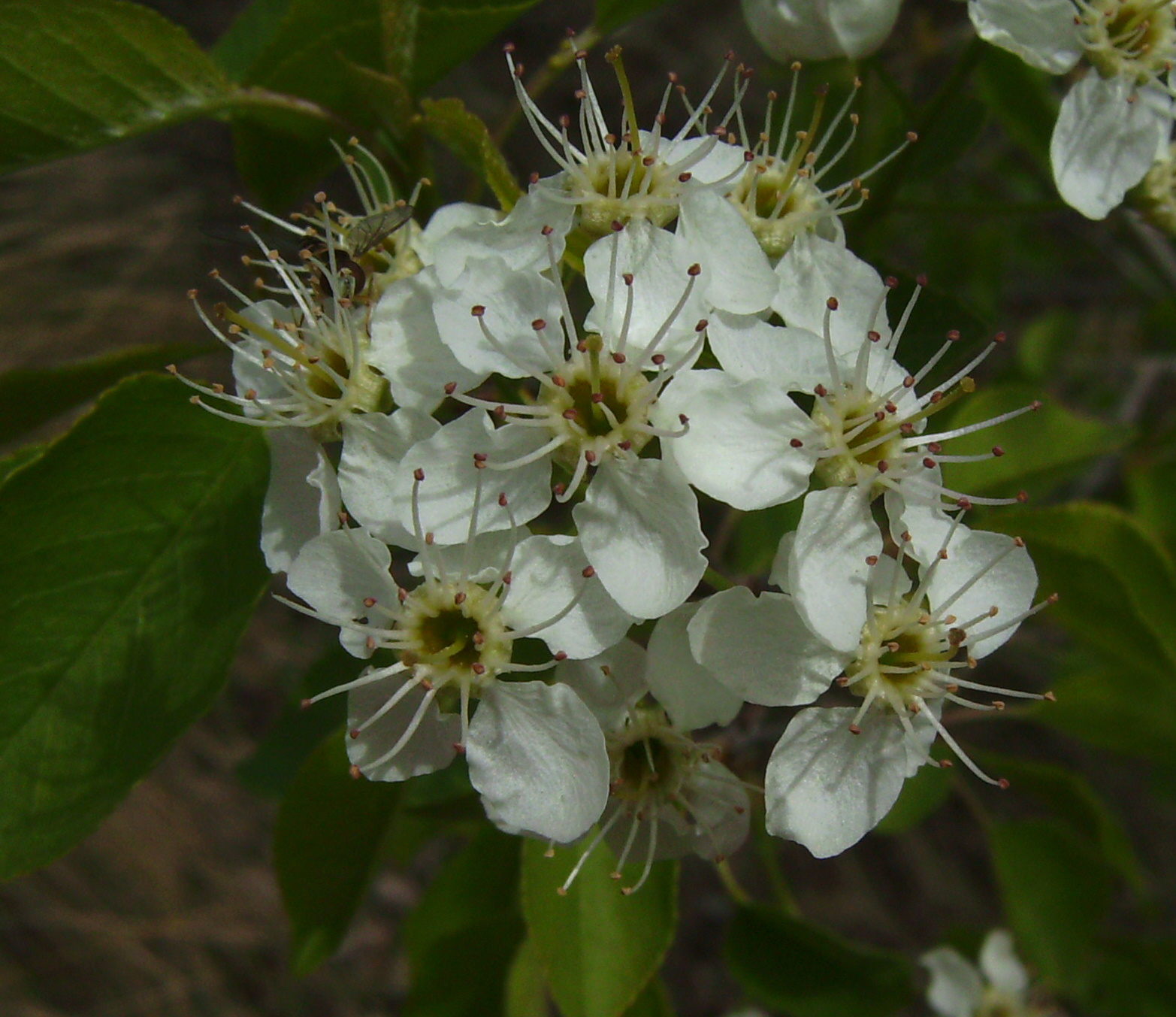
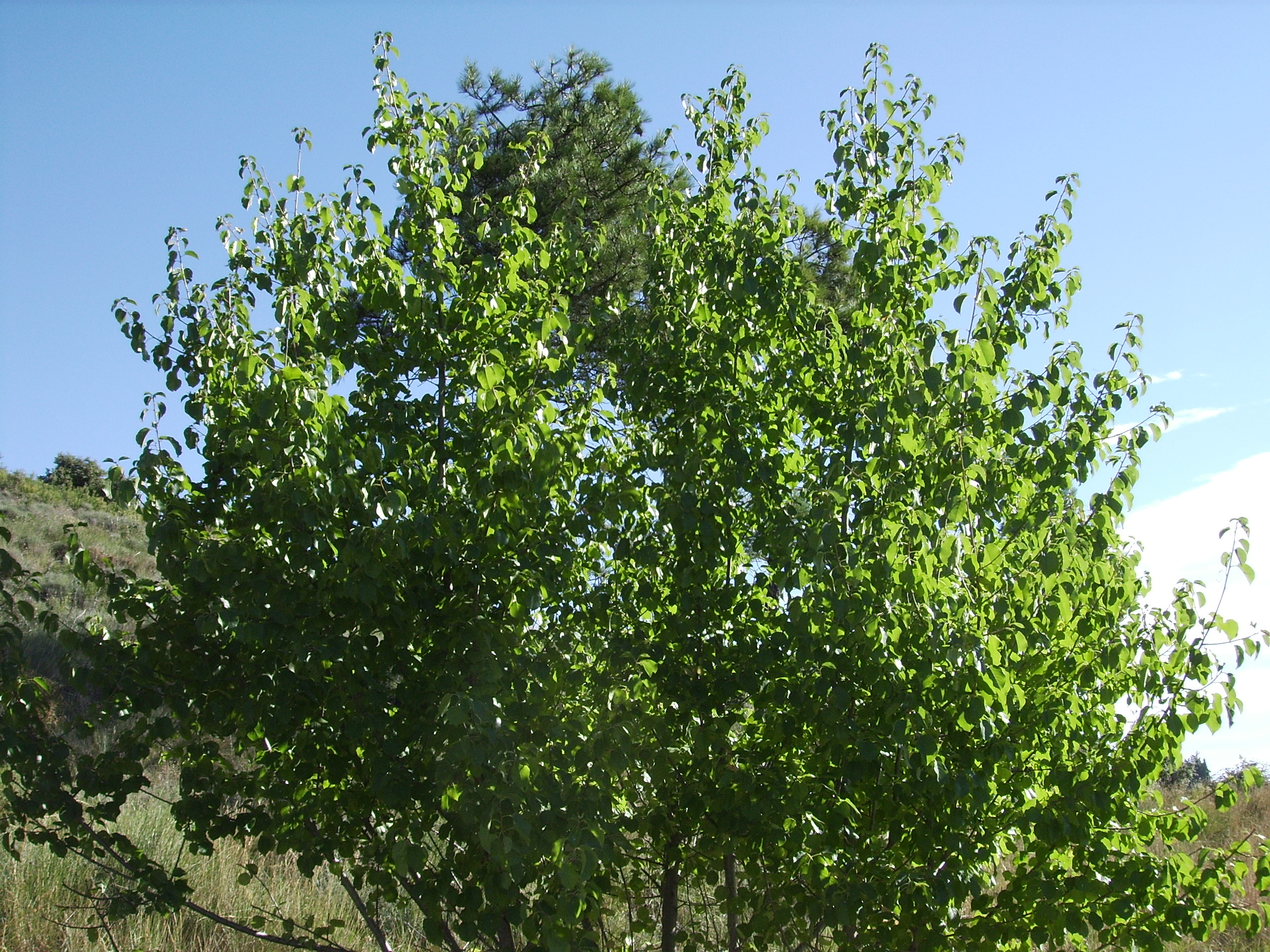
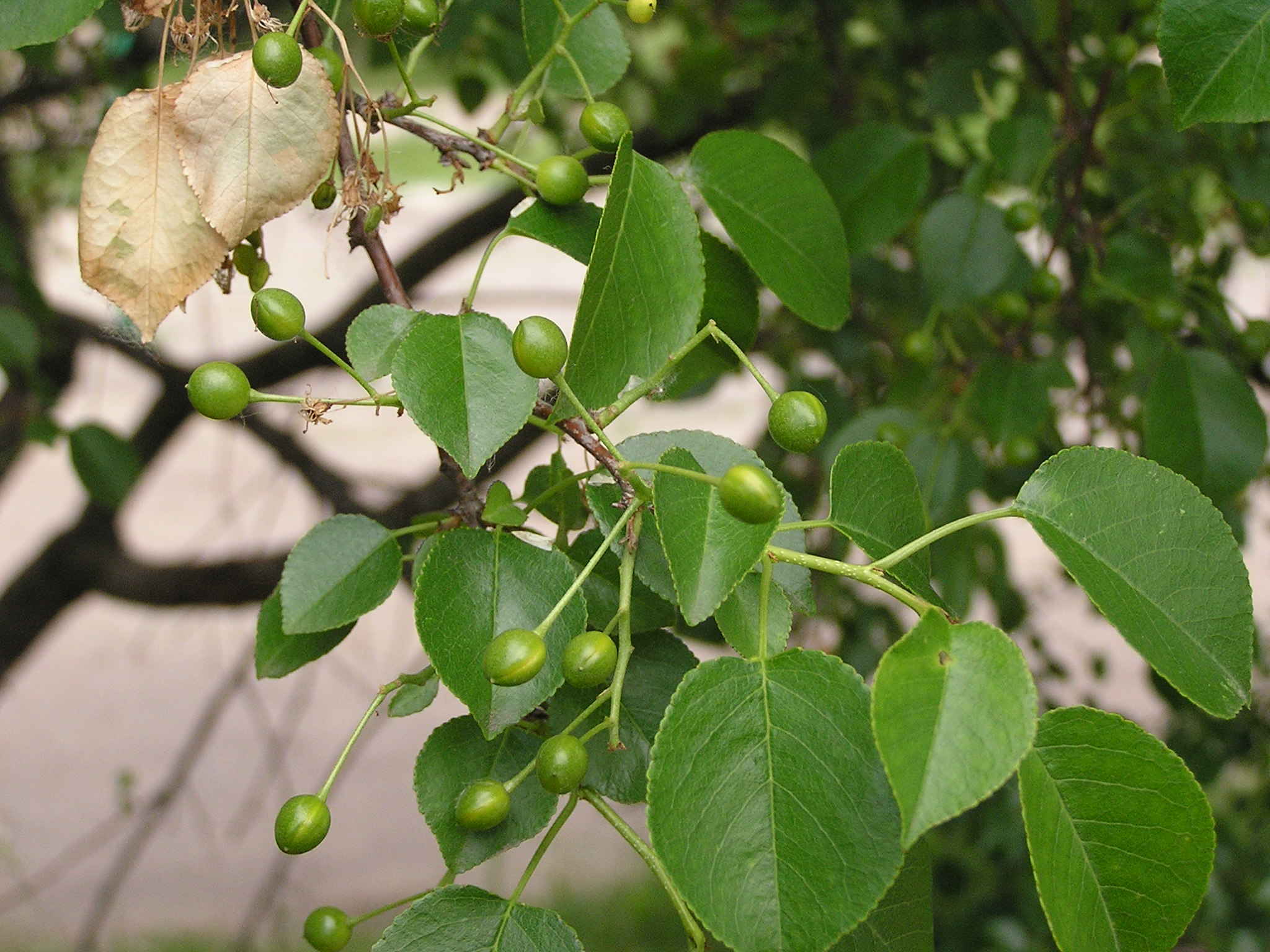
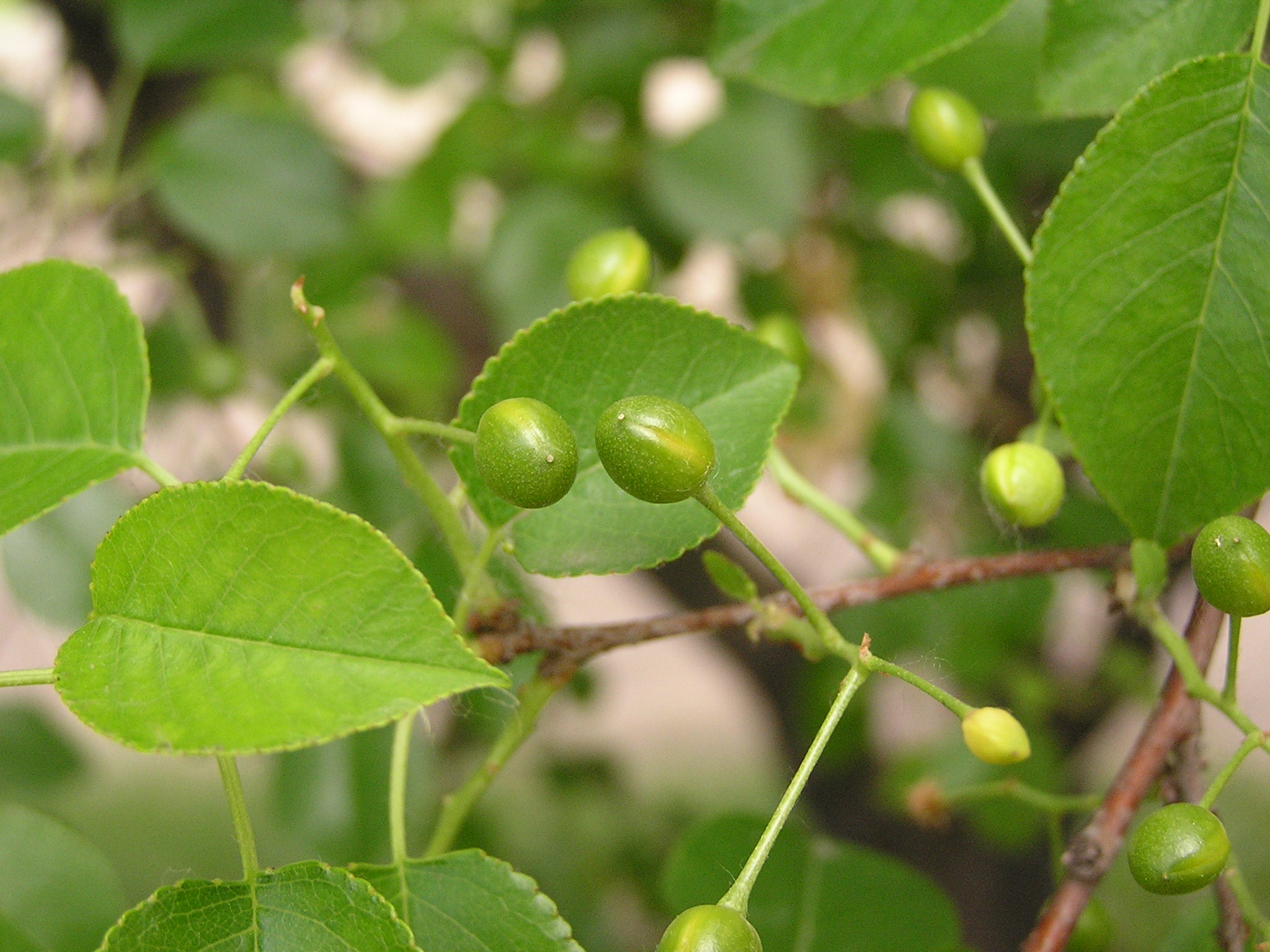
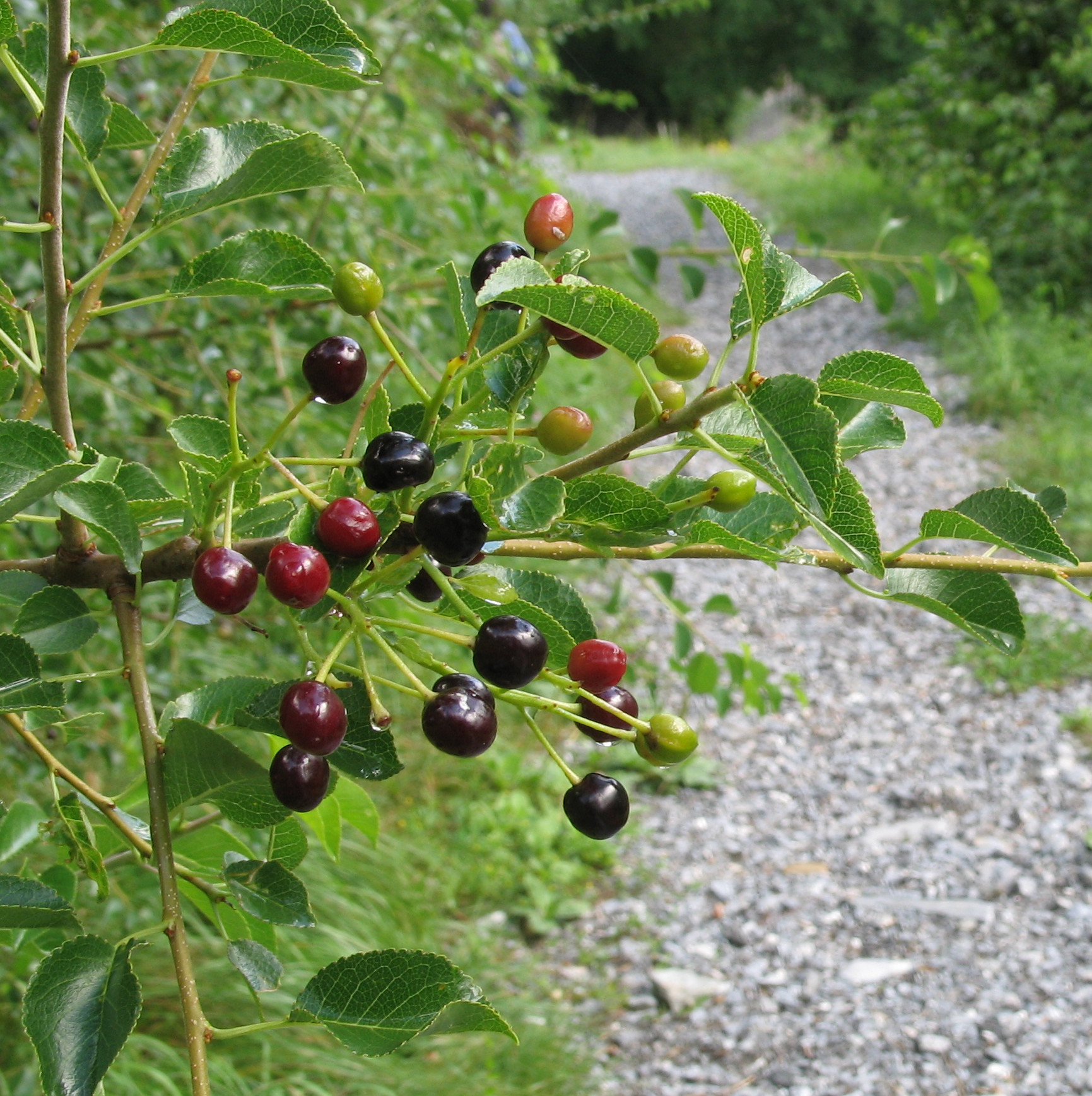